# Mycomya kiboensis
Mycomya kiboensis är en tvåvingeart som beskrevs av Lindner 1958. Mycomya kiboensis ingår i släktet Mycomya och familjen svampmyggor.
Artens utbredningsområde är Tanzania. Inga underarter finns listade i Catalogue of Life.